# 尼木站
尼木站，位于中华人民共和国西藏自治区拉萨市尼木县吞巴乡，是拉日铁路上的火车站，建于2014年，由中国铁路青藏集团管辖。

## 車站周邊
- 雅鲁藏布江

## 歷史
- 建于2014年。

## 外部連結
- 中国铁路客户服务中心 （页面存档备份，存于）